# Colegiul Politehnic din Bălți
Colegiul Politehnic din Bălți este o instituție de învățământ mediu de specialitate, acreditat în 2004, și afiliată didactic și metodic Universității Tehnice din Moldova. Tehnicumul Politehnic a fost fondat în anul 1964. În 1991, printr-o hotărâre de guvern, Tehnicumul este reorganizat în Colegiul Politehnic Bălți. 
Procesul didactic se realizează în 2 trepte: prima oferă studii liceale cu susținerea Bacalaureatului și a doua - studierea disciplinelor de specialitate cu finalizate cu susținerea teze de diplomă.
În cadrul colegiului se desfășoară instruirea specialiștilor calificați de profil tehnic bazat pe tehnologii informaționale capabili să activeze la întreprinderi din sfera producătoare: industria energetică, electromecanică și electronică, agroindustrie, construcție, transport ș.a.
Colegiul dispune de:
- două blocuri de studii cu săli de clasă și cabinete
- laboratoare înzestrate cu utilaj tehnic
- bibliotecă și sală de lectură
- ateliere pentru instruirea de specialitate
- sală sportivă și stadion
- sală de festivități
- 2 cămine studențești

## Catedre
- Radioelectronică și Electromecanică
- Tehnica de calcul
- Educația fizică
- Inginerie și Management în Construcția de Mașini
- Științe reale
- Științe socio-umane